# Ctilocephala asperulus
Ctilocephala asperulus är en skalbaggsart som beskrevs av Perty 1833. Ctilocephala asperulus ingår i släktet Ctilocephala och familjen Melolonthidae. Inga underarter finns listade i Catalogue of Life.